# Битва при Александрополе
Битва при Александрополе или Осада Александрополя — сражение Армяно-турецкой войны, произошедшее 7 ноября 1920 года между армиями Первой Республики Армения и Турецкого национального движения.

## История
В октябре 1920 года армяне оставили Карс, который к 30 октября перешёл под полный контроль Турции. Александрополь был оккупирован турецкими войсками 7 ноября. Турецкие войска были выведены из неё после Карсского мирного договора.
2 декабря 1920 года между Первой Республикой Армения и национального собрания Турции был подписан Александропольский договор, который положил конец армяно-турецкой войне.
Армения была вынуждена отказаться от Севрского мирного договора и уступить Турции более 50 % своей территории, на которую она претендовала.